# Самум (корабль)
«Самум» — российский малый ракетный корабль на воздушной подушке проекта 1239. Находится в составе 41-й бригады ракетных катеров Крымской военно-морской базы Черноморского флота. Бортовой номер 616.
Является крупнейшим в своём подклассе в практике российского и мирового кораблестроения быстроходным боевым кораблём, использующим гидродинамическую платформу — катамаран с аэростатической воздушной разгрузкой

## Служба
Построен на Зеленодольском судостроительном заводе. Он спущен на воду в октябре 1992 года, был принят в опытную эксплуатацию в марте 1992 года. Был переведен по внутренним водным путям на Чёрное море, в ноябре 1992 года прибыл в Керчь, а в марте 1993 года — в Севастополь. Затем его для переделок вернули на завод-строитель в Зеленодольск. В сентябре 1994 года по внутренним водным путям «Самум» переведён на Балтику и с декабря 1996 года проходил госиспытания в Балтийске.

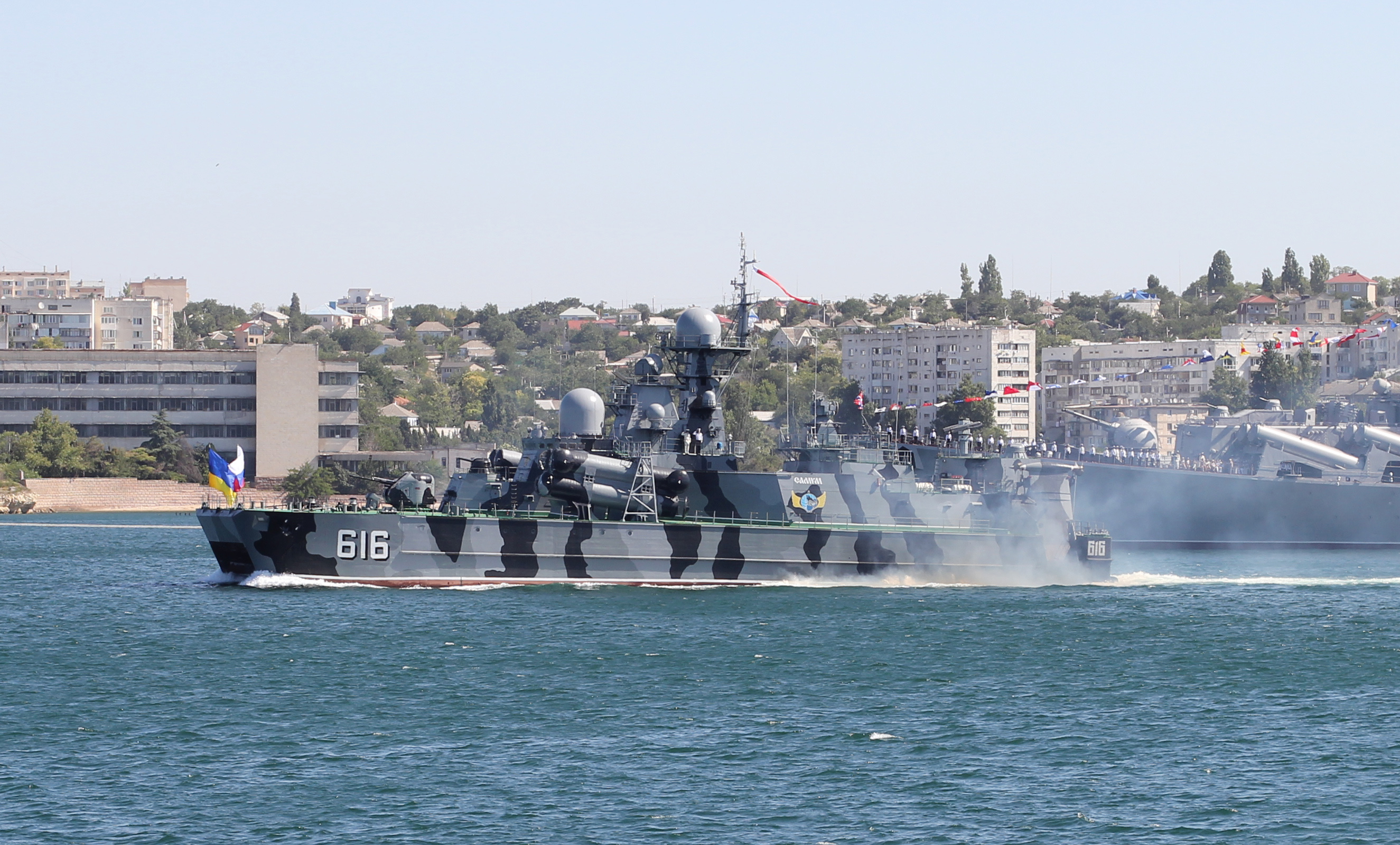
На совместном российско-украинском параде к Дню Военно-морского флота в Севастополе, 2012 год

Вошёл в 1999 году в состав сил постоянной готовности Черноморского флота, где уже служил однотипный корабль «Бора». По ударному потенциалу этому кораблю на Черноморском флоте нет равных: при бо́льшей скорости по ударному вооружению эквивалентен эсминцу проекта 956, но по габаритам остаётся в классе МРК.
6 мая 2015 года вышел в дальний поход и участвовал в российско-китайских учениях «Морское взаимодействие-2015», затем в российско-египетских учениях «Мост дружбы-2015». Поход длился почти четыре месяца. За это время корабль прошел более 6 000 миль.
По итогам 2016 года «Самум» возглавил список лучших кораблей второго ранга Черноморского флота.
В 2017 году РКВП «Самум» в общечерноморском соревновании по боевой учёбе лучший по штурманской, ракетной, морской подготовке, а также скрытному управлению и режиму секретности.
По заявлению украинской стороны, 14 сентября 2023 года, находясь в Севастополе во время российского военного вторжения на Украину, корабль стал целью атаки морского беспилотника со стороны Украины, в результате чего судно пришлось отбуксировать в порт с явным креном на борт. Рейтер не смогло самостоятельно проверить эту информацию. Министерство обороны России в свою очередь заявило, что атака была отражена. По данным WSJ, корабль подорвался на установленной с помощью беспилотника морской мине.
В июне 2024 «Самум» и второй корабль проекта «Сивуч» «Бора» были переведены из аннексированного РФ Севастополя в Новороссийск.

## Командиры
- капитан 3-го ранга Дмитрий Дыскин (2007)[8].

- капитан 2-го ранга Олег Сардин (2013—2017)[1].